# جايسون جونز (منافس ألعاب قوى)
جايسون جونز (بالإنجليزية: Jayson Jones)‏ هو منافس ألعاب قوى بليزي، ولد في 15 أغسطس 1977 في ألمانيا.

## وصلات خارجية
- جايسون جونز على موقع الاتحاد الدولي لألعاب القوى (الإنجليزية)
- جايسون جونز على موقع اللجنة الأولمبية الدولية (الإنجليزية)
- جايسون جونز على موقع أوليمبيديا (الإنجليزية)